# Triatlo nos Jogos Pan-Americanos de 2023 - Feminino
A competição feminina do triatlo nos Jogos Pan-Americanos de 2023 foi disputada em 2 de novembro de 2023 na Praia El Sol, em Viña del Mar. Um total de 32 triatletas de 15 Comitês Olímpicos Nacionais (CON) participaram do evento.

## Calendário
Horário local (UTC−3).
| Data          | Hora  | Fase  |
| ------------- | ----- | ----- |
| 2 de novembro | 10:00 | Final |

## Medalhistas
| Ouro   | MEX Lizeth Rueda    |
| Prata  | COL María Velásquez |
| Bronze | MEX Rosa Tapia      |

## Resultados
Estes foram os resultados da competição:
| Pos.              | Bib | Triatleta         | CON                                 | Natação | Ciclismo | Corrida | Tempo total | Dif.    |
| ----------------- | --- | ----------------- | ----------------------------------- | ------- | -------- | ------- | ----------- | ------- |
| Medalha de ouro   | 6   | Lizeth Rueda      | MEX México                          | 18:15   | 1:03:04  | 34:10   | 1:57:07     |         |
| Medalha de prata  | 9   | María Velásquez   | COL Colômbia                        | 19:24   | 1:02:03  | 34:37   | 1:57:28     | + 0:21  |
| Medalha de bronze | 1   | Rosa Tapia        | MEX México                          | 18:46   | 1:02:41  | 35:05   | 1:57:52     | + 0:45  |
| 4                 | 14  | Erica Hawley      | BER Bermudas                        | 19:20   | 1:02:09  | 35:27   | 1:58:18     | + 1:11  |
| 5                 | 10  | Dominika Jamnicky | CAN Canadá                          | 19:34   | 1:01:54  | 35:43   | 1:58:33     | + 1:26  |
| 6                 | 3   | Emy Legault       | CAN Canadá                          | 18:48   | 1:02:40  | 35:59   | 1:58:53     | + 1:46  |
| 7                 | 5   | Erika Ackerlund   | USA Estados Unidos                  | 19:25   | 1:02:01  | 36:12   | 1:58:58     | + 1:51  |
| 8                 | 2   | Vittória Lopes    | BRA Brasil                          | 18:15   | 1:02:39  | 36:46   | 1:59:03     | + 1:56  |
| 9                 | 7   | Djenyfer Arnold   | BRA Brasil                          | 18:49   | 1:02:29  | 36:39   | 1:59:32     | + 2:25  |
| 10                | 22  | Diana Castillo    | COL Colômbia                        | 19:09   | 1:02:04  | 36:56   | 1:59:47     | + 2:40  |
| 11                | 11  | Elizabeth Bravo   | ECU Equador                         | 19:39   | 1:03:32  | 35:04   | 1:59:49     | + 2:42  |
| 12                | 4   | Virginia Sereno   | USA Estados Unidos                  | 19:52   | 1:03:25  | 35:39   | 2:00:25     | + 3:18  |
| 13                | 20  | Dominga Jácome    | CHI Chile                           | 19:37   | 1:01:47  | 37:42   | 2:00:34     | + 3:27  |
| 14                | 18  | Moira Miranda     | ARG Argentina                       | 18:47   | 1:02:38  | 37:45   | 2:00:39     | + 3:32  |
| 15                | 19  | Leslie Amat       | CUB Cuba                            | 18:46   | 1:02:37  | 37:43   | 2:00:40     | + 3:33  |
| 16                | 17  | Mercedes Romero   | MEX México                          | 19:20   | 1:02:06  | 37:51   | 2:00:47     | + 3:40  |
| 17                | 21  | Rosa Martínez     | VEN Venezuela                       | 19:33   | 1:01:54  | 37:58   | 2:00:54     | + 3:47  |
| 18                | 8   | Luisa Baptista    | BRA Brasil                          | 19:07   | 1:02:18  | 38:42   | 2:01:33     | + 4:26  |
| 19                | 31  | Niuska Figueredo  | CUB Cuba                            | 19:32   | 1:03:38  | 38:47   | 2:03:34     | + 6:27  |
| 20                | 26  | Catalina Salazar  | CHI Chile                           | 19:41   | 1:03:28  | 38:57   | 2:03:41     | + 6:34  |
| 21                | 16  | Raquel Solís      | CRC Costa Rica                      | 19:37   | 1:03:34  | 40:22   | 2:05:07     | + 8:00  |
| 22                | 32  | Zoe Adam          | PUR Porto Rico                      | 19:21   | 1:02:09  | 43:31   | 2:06:24     | + 9:17  |
| 23                | 15  | Romina Biagioli   | ARG Argentina                       | 19:43   | 1:07:58  | 38:28   | 2:07:50     | + 10:43 |
| 24                | 24  | Paula Jara        | ECU Equador                         | 20:44   | 1:07:30  | 38:11   | 2:08:07     | + 11:00 |
| 25                | 30  | Catalina Torres   | CRC Costa Rica                      | 19:36   | 1:08:46  | 39:24   | 2:09:17     | + 12:10 |
|                   | 25  | Paula Vega        | ECU Equador                         | 21:39   |          |         | LAP         |         |
|                   | 28  | Marlen Aguilar    | EAI Equipe de Atletas Independentes | 21:34   |          |         | LAP         |         |
|                   | 12  | Anahí Álvarez     | MEX México                          | 21:34   |          |         | DNF         |         |
|                   | 29  | Bivian Díaz       | EAI Equipe de Atletas Independentes | 21:42   |          |         | LAP         |         |
|                   | 23  | Desirae Ridenour  | CAN Canadá                          | 19:28   |          |         | DNF         |         |
|                   | 27  | Génesis Ruiz      | VEN Venezuela                       | 19:49   |          |         | DNF         |         |
|                   | 34  | Camila Romero     | DOM República Dominicana            |         |          |         | DNF         |         |